# الولد الغبي (فلم)
الولد الغبى فيلم كوميدي، جريمة وتشويق مصري  للمخرج الأكاديمي مدكور ثابت صاحب الرصيد المكون من ثلاثة أفلام روائية فقط، عن قصة الكاتب الصحفي ناصر حسين وسيناريو وحوار أنور عبد الله وصبري عزت. الفيلم من بطولة محمد عوض وناهد شريف وصلاح قابيل وهالة فاخر  وتدور الأحداث حول الرجل الطيب «مفتاح» الذي يطلق زوجته وفاء بسبب اعترافها له بوجود علاقة قديمة مع عزت. ولكن حينما تسلم زيزي عُقْد ثمين لعزت، يقوم هو بدوره بوضعه في جيب مفتاح، لإبعاد العصابة التي تسعى للاستيلاء على العقد.
صدر الفيلم إلى دور العرض المصرية في 12 سبتمبر 1977.
منح موقع قاعدة بيانات الأفلام العربية «السينما.كوم» الفيلم درجة 5.2/ 10.

## طاقم التمثيل
محمد عوض: في دور مفتاح النور
ناهد شريف: في دور وفاء (زوجة مفتاح)
صلاح قابيل: في دور عزت (مدير «مفتاح» الفاسد)
محمود إسماعيل: في دور أبو سريع (زعيم العصابة)
مظهر أبو النجا: في دور مساعد أبو سريع (عضو في العصابة)
هالة فاخر: في دور سميرة (صديقة وفاء)
ليلى حمادة: في دور نادية (صديقة وفاء)
ميمي جمال: في دور زيزي (عشيقة عزت)
حلمي هلالي: في دور ضابط الشرطة
نبيل الهجرسي: في دور محقق الشرطة
نبيل بدر: في دور حسنين (والد وفاء)
ليلى فهمي: في دور والدة وفاء
بالاشتراك مع: سهير زكي - سيف الله مختار - محمد شوقي - الطوخي توفيق - صلاح هبة - محمد محمود - حسن مصطفى علي - أبو السعود عطية - عصام مصطفى - سمير عزيز - حسين الشريف - محمد العسكري - عزة فؤاد - أميرة سالم - إبراهيم اللبان - سعيد اللبان.

## أحداث الفيلم
مفتاح (محمد عوض) رجل طيب متزوج من وفاء (ناهد شريف) وهو أيضاً رجل تتهافت عليه النساء ولكن زوجته وفاء تعترف له، أنها كانت في الماضي على علاقة بشخص يدعى عزت (صلاح قابيل). يثور مفتاح لكرامته ويقول «يعنى أنا تزوجت واحدة سكند هاند» ويطلقها. يتسلم عزت عقدًا ثميناً جداً من فتاة، في الوقت الذي يتابع فيه أبو سريع (محمود إسماعيل) رئيس العصابة عملية التسليم، لذا يضع عزت العقد في جيب سترة «مفتاح»، ومن ثم تتعقب العصابة مفتاح للاستيلاء لإسترجاع العقد. وبسبب هذا العقد يجد «مفتاح» نفسه متهما بارتكاب جريمة قتل لم يرتكبها. ويلجأ إلى الهرب من الشرطة، وتحاول زوجته وفاء مساعدته، وتحوطه نساء عديدات للحصول على العقد الذي في سترته التي ابتلت، فيقوم بوضعها في الشرفة حتى تجف، وهو سكير، ويصبح على نسائه إما الإيقاع به أو إنقاذه من الشرطة حتى تظهر الحقيقة، ويقول مفتاح لوفاء: «أنتِ اتظلمت وأنا من حموريتى ظلمتك أكثر» حيث يتبين إخلاصها له ونجاحها في تبرئته من تهمة قتل «عزت» الفاسد في عمله بتقديم الرشاوى لتحقيق مكاسب واستغلال النساء.

## استقبال الفيلم
هاجم الناقد السينمائي محمود قاسم الفيلم على موقع الشروق في 6 يوليو 2018 حيث كتب: «بحثت عنه طوال أربعين عاما لمشاهدته، ومن الواضح أنه كانت هناك محاولات ما لطمسه وإزالته من التواريخ والخرائط السينمائية، فهو بالتقريب وصمة غير طيبة لصانعه. إنه فيلم قيمته الفنية لا تتعدى واحدا من عشرة ولا يتضمن أي ممنوعات من المتعارف عليها، لكنه بلا شك دليل دامغ على ظاهرة سيطرت على الحياة الثقافية في مصر ولا تزال موجودة، أن أنصاف الموهوبين في الغالب هم الذين سيطروا على المناصب الثقافية الكبرى خاصة التعليمى منها، وهرولوا وراءها، واستمتعوا بها، وسافروا إلى بلاد العالم يحضرون الاحتفالات السينمائية ويمثلون مصر في كل المناسبات في الداخل والخارج، وكانوا الواجهة الثقافية دوما، وخاصة فيما يخص الألقاب العلمية من ناحية، وأيضا بدلات السفر، وإقامة المناسبات.... واحد من أفلام كثيرة أخرجها استاذة سينما أكاديميون قاموا بالتدريس لأجيال متعاقبة في جميع مجالات الإبداع السينمائي... الاساتذة أصحاب هذه الأفلام فازوا بالمناصب الكثيرة في الحقل الثقافى. وللأسف هناك مسافة كبيرة بين ثقافة كل منهم السينمائية ومستويات أفلام أخرجوها كأنهم لا يصلحون للقيام بالإبداع، وربما بأعمال أخرى امتهنوها... أغلب أحداث الفيلم تدور في ملهى ليلى على طريقة أفلام الأربعينيات. كى نعرف صفحات غير بيضاء من تراثنا السينمائى... كم هو تاريخ يشرفنا لو ظل مطموساً».
تناولت صفاء الليثي (المؤلفة والمونتيرة المصرية) مناقشة فيلم "الولد الغبي" حيث كانت جزءاً من صناعة الفيلم وكتبت على صفحات مجلة "روزاليوسف" في 4 أكتوبر 2020 وهي تشير إلى المخرج الأكاديمي مدكور ثابت: "أسس لنفسه طريقا لا يناسب سوق صناعة السينما في مصر، عاد وتجاسر وخاض تجربة مع فيلم مصري تقليدي، لم يكتبه فكان "الولد الغبى" أول عمل روائي منفرد مع نجم كوميدي وبعناصر السينما المصرية السائدة.. عملت في هذا الفيلم مساعد مونتاج وشهدت كيف اختفى "مدكور ثابت" ولم يحضر المونتاج، لم يفارق البطل "محمد عوض" جلسات المونتاج ومعه المنتج "ناصر حسين"، لم يجد "ثابت" نفسه في الفيلم الخفيف الذي يبتعد كثيراً عن عملية (صورة) و (ثورة المكن). ولا يختلف عن أفلام أخرى كثيرة نتقبلها دليلاً على زمنها. قضية عذرية الفتاة تشغل جانباً من الفيلم، البطلة "وفاء" تورطت في علاقة مع "عزت" رئيس "مفتاح"... وقبل أن تندهش من تبنى المثقف الكبير "مدكور ثابت" لنظرة دونية للمرأة فيها تتحدد قيمتها بمحافظتها على غشاء بكارتها، سيعود بطله ويقول لها "أنتِ اتظلمت وأنا من حموريتى ظلمتك أكثر"... "الولد الغبى" إنتاج 1977، تجربة لن يكررها "مدكور ثابت" وسيركز في العمل الأكاديمي وفي أبحاثه ومؤلفاته المكتوبة، ويقدم أبحاثاً مصورة، وأفلاماً تسجيلية لها بعد تاريخي هام يلقي فيها الضوء على إنجازات الوطن. امتلك "مدكور ثابت" شجاعة التجريب ولم يكن المناخ العام في السينما المصرية مهيئاً لإستقبال تجاربه الفيلمية، ولكنه رحب به أستاذاً أكاديمياً ومخرجاً لأعمال تظهر فيها عقلية الباحث كآخر أعماله (سحر ما فات في كنوز المرئيات) والذى يؤرخ لمصر خلال أكثر من 100 عام.

## روابط خارجية
- الولد الغبي على موقع الدهليز
- الولد الغبي على موقع قاعدة بيانات الأفلام العربية
- الولد الغبي على الدهليز
- الولد الغبي على كاروهات